# Ati (grupa etniczna)
Ati – niewielka grupa etniczna, zamieszkująca wyspę Panay w centralnej części Filipin. Ze względu na wykazywane cechy negroidalne zaliczani do tzw. Negrytów, wraz z innymi podobnymi ludami Azji Południowo-Wschodniej. Posługują się językiem ati z wielkiej rodziny austronezyjskiej.